# ホクヨー
株式会社ホクヨーは、医薬品・衛生材料・化粧品の卸売を中心とする日本の企業であった。現在はメディセオ・パルタックグループの一社アトルである。医薬品の卸売手。地盤は北九州地区と山口県。

## 概要
- 福岡県北九州市小倉北区大手町1-13
- 代表取締役社長　山地昆

## 沿革
- 1946年（昭和21年）10月 - 「山地薬局・卸部門」を分離独立させ 山地昆が「山地薬品」（福岡県北九州市下到津4）を設立
- 1963年（昭和38年）6月 - 資本金500万円で「ホクヨー」と商号変更
- 1981年（昭和56年）3月 - 福岡県の「九宏薬品株式会社」と合併し小倉区の本社と若松区の若松支店は「九宏薬品・小倉支店」に統合。
  - 山口県の「下関支店」・「萩支店」を広島県の光洋薬品に譲渡

## 大株主
- 田辺製薬

## 営業所
- 福岡県：北九州市
- 山口県：下関市・萩市

## 主な取引メーカー
- 田辺製薬（現:田辺三菱製薬）
- 東京田辺製薬（現:田辺三菱製薬）
- 稲畑産業（現在:大日本住友製薬）
- 塩野義製薬
- キッセイ薬品工業
- 萬有製薬
- 協和発酵（現在:協和発酵キリン）